# Sibylle von Brandenburg
Sibylle von Brandenburg (* 31. Mai 1467 in Ansbach; † 9. Juli 1524 in Kaster) war Prinzessin von Brandenburg und durch Heirat Herzogin von Jülich und Herzogin von Berg.

## Leben
Sibylle war eine Tochter des brandenburgischen Kurfürsten Albrecht Achilles (1414–1486) aus dessen zweiter Ehe mit Anna (1436–1512), Tochter des Kurfürsten Friedrich II. von Sachsen. 
Sie heiratete am 25. Juli 1481 in Köln Herzog Wilhelm von Jülich und Berg (1455–1511). Die Hochzeit wurde sehr aufwändig gefeiert. Geladen waren neben zahlreichen Erzbischöfen, Bischöfen und Prälaten, der Erzherzog von Österreich, der Herzog von Burgund, der Kurfürst von Brandenburg, der Markgraf von Baden, mehr als 50 Grafen und zahllose Edelleute. Wegen des großen Andrangs wurde die Ehe auf freiem Feld vor dem Kölner Severinstor durch Erzbischof Hermann IV. von Köln geschlossen. 
Wilhelm wandte sich mehrfach besorgt und schriftlich wegen des Brautschatzes seiner Gemahlin an seine Schwäger. Nach zehn Jahren wurde das einzige Kind der Ehe geboren, ein Mädchen. Jülich und Berg fielen deshalb nach Wilhelms Tod an seinen Schwiegersohn. Sibylle überlebte ihren Mann um 13 Jahre. 
Sibylle ist im Altenberger Dom bestattet.

## Nachkommen
Aus ihrer Ehe hatte Sibylle eine Tochter:
- Maria (1491–1543)

⚭ 1510 Herzog Johann III. von Kleve (1490–1539)